# Trachylepis tschudii
Trachylepis tschudii é uma espécie de lagarto da família Scincidae, supostamente do Peru. Foi descrita pela primeira vez em 1845, com base em um único espécime, que poderia ser igual ao lagarto encontrado em Fernando de Noronha, na costa brasileira, o T. atlantica. O T. tschudii representa um de dois registros duvidosos no continente da América do Sul do gênero africano Trachylepis ; o outro é o T. maculata, da Guiana.
O único espécime, o holótipo, possui a parte superior do corpo predominantemente acastanhada, com manchas escuras e claras, e branco embaixo. Seu comprimento da cabeça até o ânus era de 83 mm. Várias características de suas escamas alinham-no ao gênero Trachylepis, e não ao gênero americano Mabuya.